# Cologne Centurions (ELF)
I Cologne Centurions sono una squadra di football americano, di Colonia, in Germania.

## Storia
La squadra è stata fondata nel 2021 dopo il ritiro degli Ingolstadt Praetorians e dei Niedersachsen German Knights 1367 e ha ripreso il nome di una precedente compagine che aveva giocato in NFL Europa.

## Dettaglio stagioni

### Tornei internazionali

#### ELF
| Stagione | regular season | regular season | regular season | regular season | regular season | regular season | playoff | playoff | playoff | playoff | playoff | playoff    | playoff          |
|          | Vin            | Par            | Per            | Tot            | PF             | PS             | Vin     | Per     | Tot     | PF      | PS      | risultato  | avversaria       |
| -------- | -------------- | -------------- | -------------- | -------------- | -------------- | -------------- | ------- | ------- | ------- | ------- | ------- | ---------- | ---------------- |
| 2021     | 5              | 0              | 5              | 10             | 320            | 365            | 0       | 1       | 1       | 6       | 36      | Semifinale | Frankfurt Galaxy |
| 2022     | 3              | 0              | 9              | 12             | 301            | 473            |         |         |         |         |         |            |                  |
| 2023     | 4              | 0              | 8              | 12             | 186            | 330            |         |         |         |         |         |            |                  |
| 2024     | 6              | 0              | 6              | 12             | 303            | 444            |         |         |         |         |         |            |                  |
| Totale   | 18             | 0              | 28             | 46             | 1110           | 1612           | 0       | 1       | 1       | 6       | 36      |            |                  |

Fonti: Enciclopedia del Football - A cura di Roberto Mezzetti

### Riepilogo fasi finali disputate
| Anno              | Luogo                | Evento | Fase del torneo | Incontro                              | Risultato |
| 11 settembre 2021 | Francoforte sul Meno | ELF    | Semifinale      | Frankfurt Galaxy - Cologne Centurions | 36 - 6    |